# Großer Geiger
Der Große Geiger, früher auch Obersulzbacher Venediger und Heiliggeistkogel genannt, ist ein 3360 m ü. A. hoher Berg der Venedigergruppe am Alpenhauptkamm an der Grenze zwischen den österreichischen Bundesländern Tirol im Süden und Salzburg im Norden. Den heutigen Namen erhielt der Berg 1855 von dem österreichischen Apotheker und Kartografen Franz Keil. Mit seiner ausgeprägt symmetrischen Pyramidenform und seiner mächtigen Nordwestwand, die sich in einer Höhe von 350 Metern und einer Neigung von 50° über den Gletscher Obersulzbachkees erhebt, ist er die beherrschende Landmarke im gesamten Obersulzbachtal. Nach allen vier Himmelsrichtungen sendet der Berg ausgeprägte Grate. Durch seine leichte Erreichbarkeit ist er ein beliebtes Touren- und Kletterziel. Zuerst bestiegen wurde er am 20. August 1871 durch den Alpinisten Richard Issler und dem Bergführer Michael Groder von der südlich gelegenen Johannishütte aus.

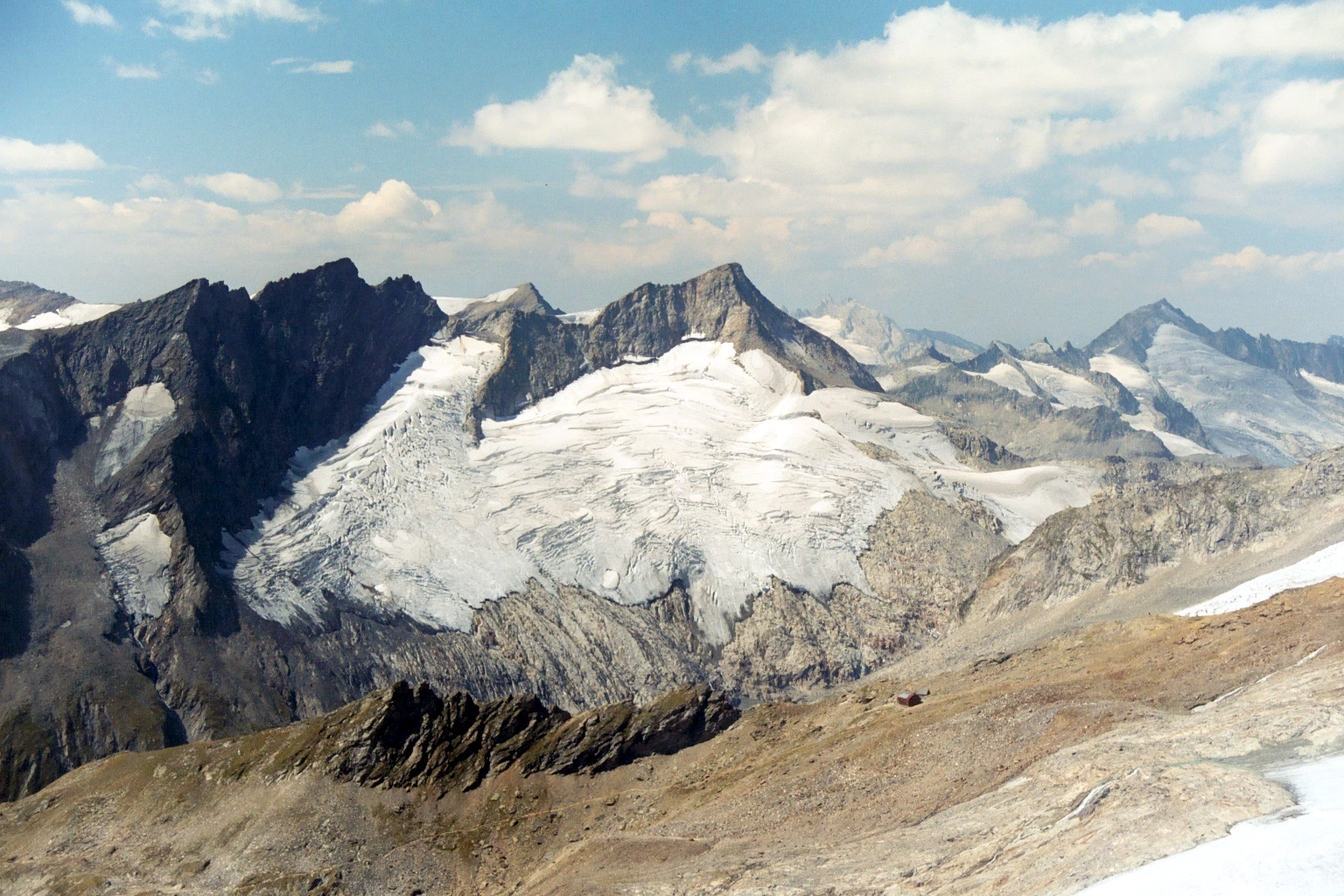
Der Große Geiger von Osten, von der Weißspitze aus gesehen

## Umgebung
Der Große Geiger ist rundum von Gletschern umgeben, die sich teilweise bis zu einer Höhe von über 3200 Meter hinaufziehen. Nördlich liegt das Obersulzbachkees, östlich das Dorferkees, im Süden und Westen schließt sich das Maurerkees an. Benachbarter Berg in nordöstlicher Richtung auf dem  Tauernhauptkamm ist der Großvenediger, getrennt durch den auf 2921 Metern Höhe gelegenen Wegübergang Obersulzbachtörl, und mit einer Höhe von 3667 Metern der höchste Berg der Gruppe. Die einzigen weiteren bedeutenden benachbarten Gipfel sind im Verlauf des Westgrats die  Maurerkeesköpfe (Kleiner- 3205, Hinterer- 3313 und Mittlerer Maurerkeeskopf mit 3281 m Höhe). Bedeutende Siedlungen sind im Süden das etwa 10 Kilometer Luftlinie entfernte Tiroler Dorf Hinterbichl bei Prägraten im Virgental. Sulzau im salzburgischen Pinzgau liegt gut 17 km in nördlicher Richtung.

## Stützpunkte und Besteigung

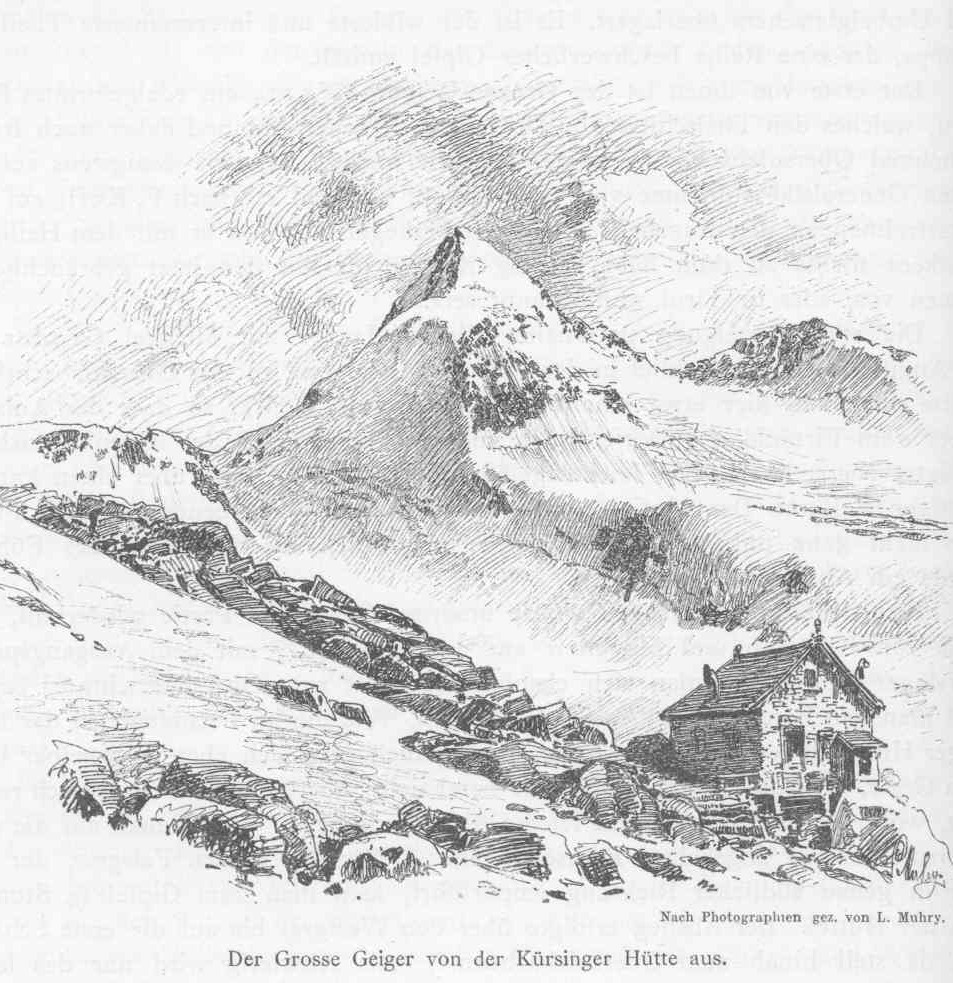
Großer Geiger von Norden, im Vordergrund die ursprüngliche Kürsingerhütte, Bild aus dem 19. Jahrhundert

Der Große Geiger ist nur über Gletscher im Rahmen einer Hochtour zu besteigen. Der Weg der Erstersteiger von 1871 führte von Süden aus auf den Gipfel. Als Stützpunkt diente ihnen die auf 2121 Metern Höhe im oberen Dorfertal gelegene Johannishütte. Ihr Weg führte zunächst entlang des Dorferbachs hinauf auf das sehr spaltenreiche Dorferkees, zu dessen mittlerem Boden auf etwa 2700 Metern Höhe und dann in westlicher Richtung über etwa 30° geneigten Firn zum sogenannten Ostsporn. Über diesen stiegen sie dann in mäßig schwieriger Felskletterei, heute als UIAA-Schwierigkeitsgrad II bezeichnet, zum Gipfel, wobei es kritische Passagen zu überwinden galt, die beinahe zum Absturz führten. Der heutige Normalweg auf den Großen Geiger führt entweder von der Essener-Rostocker-Hütte auf 2208 Metern Höhe gelegen, aus in nördlicher Richtung, oder von der Kürsingerhütte (2547 m) aus in südlicher Richtung hinauf zum Westgrat (Geigerschartl 3142 m) des Geigers und dann über die Südwestflanke als Firnaufstieg zum Gipfelkreuz in, laut Literatur, etwa 3½ bis 4 Stunden Gehzeit von einer der Hütten aus. Durch die Nordwestwand und über ihre flankierenden Grate führen darüber hinaus anspruchsvolle Kletterrouten in den Schwierigkeitsgraden UIAA III bis IV, teilweise auch als kombinierte Touren (Eis / Fels).